# Traktat z Ankary (1926)
Traktat z Ankary, zwany również umową graniczną z 1926 roku (tur. Ankara Antlaşması, ang. Frontier Treaty of 1926) – traktat podpisany w Ankarze w dniu 5 czerwca 1926, którego sygnatariuszami było Wielkie Zgromadzenie Narodowe Turcji z jednej strony oraz Wielka Brytania i Irak (ówczesny Brytyjski Mandat Mezopotamii) z drugiej strony.
Regulował on kwestię m.in. granicy turecko-irackiej czy tureckiego udziału w zyskach ze sprzedaży irackiej ropy.
Głównym postanowieniem traktatu było pozostawienie w granicach Iraku roponośnych terenów byłego wilajetu Mosulu oraz nadanie Turcji prawa do interwencji zbrojnych w regionie przygranicznym w przypadku jego destabilizacji.